# Hal Sparks
Hal Harry Magee Sparks III (Cincinnati, Ohio, 1969. szeptember 25. –) amerikai színész, énekes, komikus. 
Michael Novotny szerepében vált ismertté A fiúk a klubból című sorozatban.

## Pályafutása
Anyakönyvezve Hal Harry Magee Sparks III néven lett, de mivel ez nem tetszett neki, ezért a középső neveit elhagyta. A Kentucky állambeli Peaks Mill városában nevelkedett és nőtt fel.
Komikus karrierjét igen korán elkezdte: Már tinédzser korában egy neves chicagói társulat tagja volt és 17 éves korában (1985-ben) a Chicago Sun-Times magazintól elnyerte a Legvidámabb fiatal Chicagóban címet. Ezt a komédiázást egészen a főiskola végéig folytatta. Az iskola befejezése után Los Angelesbe utazott, ahol részt is vett mindjárt két filmben is: a Louis és Clark – Superman legújabb kalandjai, valamint a Dr. Queen c. filmekben. Mindez 1993-ban történt. A Superman filmben egy Witness nevezetű gördeszkás, míg a Dr. Quinn filmben egy indián ügynököt alakít. Filmes karrierje többek között ezzel vette kezdetét. Az 1998-ban készített Cheap Teatrix c. filmben is szerepelt, de az itteni részvétele eltörpül a többi mellett. 1999 és 2000 között visszaevezett a komikusi pályára és egy beszélgetős műsor (Talk-show) házigazdája lett.
2000-ben útjára indult a Fiúk a klubból c., azóta nagy sikereket elérő sorozat, mely hét barát kalandos, ám mindennapinak nem éppen nevezhető kalandjait mutatja be, Pittsburgh városában. Elmondása szerint, amikor felkínálták számára a szerepet, mindenféle ellenvetés nélkül elfogadta azt; így született meg Michael Charles Bruckner Novotny. A sorozat öt évadot élt meg. Végig a stáb tagja volt. A világ leginkább ezen sorozaton keresztül ismerhette meg. 2005-ben mind a készítők, mind pedig színészek nagy része azt mondták, hogy ők már nem csinálják tovább a Fiúk a klubból sorozatot, így a rajongók által nagyon várt hatodik évadot a sorozat már nem élhette meg. Szerepelt a Még mindig Bír-lak című sorozatban. 2012 és 2016 között a Laborpatkányok című sorozatban szerepelt. 2016-ban pedig a Laborpatkányok: Az elit csapat című sorozatban szerepelt.
2006 decemberében debütált saját rockegyüttesével. Ebben az a legérdekesebb, hogy a bemutatkozással együtt rögtön piacra is dobták első lemezüket, mely a Zero 1 nevet viseli. Az együttes tagjai Hal mellett: Robert Hall és Miles Loretta. Természetesen nem hagyta abba sem színészi, sem pedig komikusi karrierjét: Még a napokban is veszt rész televíziós talk-show felvételeken és 2005 óta is vállalt mellékszerepléseket. A legutóbbi szereplése a Fall Out Boy együttes Beat It c. videóklipjében történt.

## Filmográfia

### Film
| Év   | Magyar cím              | Eredeti cím                       | Szerep             | Magyar hang                                                     |
| ---- | ----------------------- | --------------------------------- | ------------------ | --------------------------------------------------------------- |
| 2015 |                         | The A-List                        | Brad               |                                                                 |
| 2011 |                         | Slip Away                         | Seth               |                                                                 |
| 2009 | Kivonat                 | Extract                           | gitár eladó        |                                                                 |
| 2008 | Dead Space: Holt tér    | Dead Space: Downfall              | Ramirez (hang)     |                                                                 |
| 2007 |                         | The House That Jack Built         | Dominic            |                                                                 |
| 2004 | Pókember 2.             | Spider-Man 2                      | Liftutas           | Deme Gábor (eredeti változat) Kossuth Gábor (bővített változat) |
| 2004 |                         | Lightning Bug                     | Dale helyettes     |                                                                 |
| 2003 | Kis nagy színész        | Dickie Roberts: Former Child Star | kiadó              |                                                                 |
| 2002 |                         | Bleacher Bums                     | Richie             |                                                                 |
| 2001 | Dr. Dolittle 2.         | Dr. Dolittle 2                    | Iskolai hal (hang) |                                                                 |
| 2000 | Hé haver, hol a kocsim? | Dude, Where's My Car?             | Zoltan             | Seszták Szabolcs                                                |
| 1999 | Kutyába se veszlek      | Lost & Found                      | DJ                 |                                                                 |
| 1996 |                         | Invader                           | Irwin (hang)       |                                                                 |
| 1989 |                         | Chopper Chicks in Zombietown      | Lance              |                                                                 |
| 1987 |                         | Frog                              | Jim                |                                                                 |

### Televízió
| Év        | Magyar cím                                 | Eredeti cím                                  | Szerep                      | Megjegyzések                               |
| --------- | ------------------------------------------ | -------------------------------------------- | --------------------------- | ------------------------------------------ |
| 2019      |                                            | Famously Afraid                              | önmaga                      | 1 epizód                                   |
| 2018      | A Grace klinika                            | Grey's Anatomy                               | csaló onkológus             | 1 epizód                                   |
| 2016      | Még mindig Bír-lak                         | Fuller House                                 | Nelson                      | 1 epizód                                   |
| 2016      | Laborpatkányok: Az elit csapat             | Lab Rats: Elite Force                        | Donald Davenport            | mellékszereplő magyar hangja Rajkai Zoltán |
| 2012–2016 | Laborpatkányok                             | Lab Rats                                     | Donald Davenport            | főszereplő magyar hangja Rajkai Zoltán     |
| 2010      |                                            | Hal Sparks: Charmageddon                     | önmaga                      | különkiadás                                |
| 2010      |                                            | Web Soup                                     | önmaga                      | 1 epizód                                   |
| 2010      |                                            | The Tester                                   | önmaga                      | zsűri                                      |
| 2009      |                                            | 2009 Game Show Awards                        | Mr. Q (hang)                | szereplő                                   |
| 2009      |                                            | 20Q                                          | önmaga                      | műsorvezető                                |
| 2008      |                                            | Celebracadabra                               | önmaga                      | versenyző első helyezett                   |
| 2008      |                                            | Rock Band 2: The Stars                       | önmaga                      | vendég szereplő                            |
| 2007      |                                            | America's Funniest Mom 3                     | önmaga                      | zsűri                                      |
| 2007–2009 | Tak és JUJU ereje                          | Tak and the Power of Juju                    | Tak (hang)                  | főszereplő                                 |
| 2006      |                                            | Celebrity Duets                              | önmaga                      | versenyző                                  |
| 2006      | Robotcsirke                                | Robot Chicken                                | önmaga / Ben Stiller (hang) | 1 epizód                                   |
| 2006      |                                            | Las Vegas                                    | Doctor Paul                 | 1 epizód                                   |
| 2005      |                                            | Video Game Vixens                            | önmaga                      | műsorvezető                                |
| 2005      | CSI: A helyszínelők                        | CSI: Crime Scene Investigation               | James                       | 1 epizód                                   |
| 2004      |                                            | Extreme Dodgeball                            | önmaga                      | versenyző                                  |
| 2003      | Frasier – A dumagép                        | Frasier                                      | recepciós                   | 1 epizód                                   |
| 2002      |                                            | One on One                                   | Danny Davis Jr.             | 2 epizód                                   |
| 2001–2002 |                                            | Rendez-View                                  | önmaga                      | 2 epizód műsorvezető                       |
| 2000–2005 | A fiúk a klubból                           | Queer As Folk                                | Michael Novotny             | főszereplő magyar hangja Zámbori Soma      |
| 2000      |                                            | Martial Law                                  | Ellroy Nelson               | 1 epizód                                   |
| 1999–2000 |                                            | Talk Soup                                    | önmaga                      | műsorvezető                                |
| 1995–1996 |                                            | Night Stand                                  | Chip atya                   | 2 epizód                                   |
| 1995      |                                            | Signs and Wonders                            | rocker                      | 1 epizód                                   |
| 1995      | Quinn doktornő                             | Dr. Quinn, Medicine Woman                    | Gentle Horse                | 1 epizód                                   |
| 1994      | Lois és Clark: Superman legújabb kalandjai | Lois & Clark: The New Adventures of Superman | gördeszkás                  | 1 epizód                                   |